# Bataille de Smilevo
 (mars 2015).
Si vous disposez d'ouvrages ou d'articles de référence ou si vous connaissez des sites web de qualité traitant du thème abordé ici, merci de compléter l'article en donnant les références utiles à sa vérifiabilité et en les liant à la section « Notes et références ».
La bataille de Smilevo eut lieu le 5 août 1903 au cours de l'Insurrection d'Ilinden contre l'Empire ottoman, dans le village de Smilevo, dans ce qui est aujourd'hui le sud-ouest de la République de Macédoine.
Smilevo a un relief montagneux et un certain nombre de forêts. Les forces ottomanes n'étaient pas familières avec la région et en raison de la mise en page[pas clair] ou dans les environs du village ce sont allées en faveur des détachements de la résistance locale. Avec l'aide d'un chef révolutionnaire du nom de Damé Grouev, l'un des fondateurs de l'Organisation révolutionnaire intérieure macédonienne (IMRO), les gens du village ont décidé d'aller de l'avant avec les idées révolutionnaires de l'œuvre de Dame. Le Congrès Smilevo était également dans le processus de formation, avec l'aide d'un certain nombre de dirigeants révolutionnaires qui ont travaillé avec Dame Gruev. Boris Sarafov (en) et Atanas Lozanchev avaient décidé de rejoindre également le Congrès Smilevo pour faciliter le processus de maintien de la mise en place du Congrès associé aux travaux de Dame Gruev. La bataille a vu une force turque, se retirer du village après de grandes pertes du côté ottoman. Les rebelles ont obtenu une victoire. En raison du nombre de batailles perdues près de la zone de Smilevo et Demir Hisar, les forces turques ont appelé la région "la forteresse de fer".